# Morgan Hurd
Morgan Hurd (ur. 18 lipca 2001 r. w Wuzhou w Chinach) – amerykańska gimnastyczka, dwukrotna mistrzyni świata, złota medalistka igrzyska panamerykańskich, wielokrotna medalistka mistrzostw Stanów Zjednoczonych.
Mając 11 miesięcy, została adoptowana i przeprowadzona do Middletown w stanie Delaware. Gimnastykę zaczęła uprawiać w wieku trzech lat.